# Bloesem

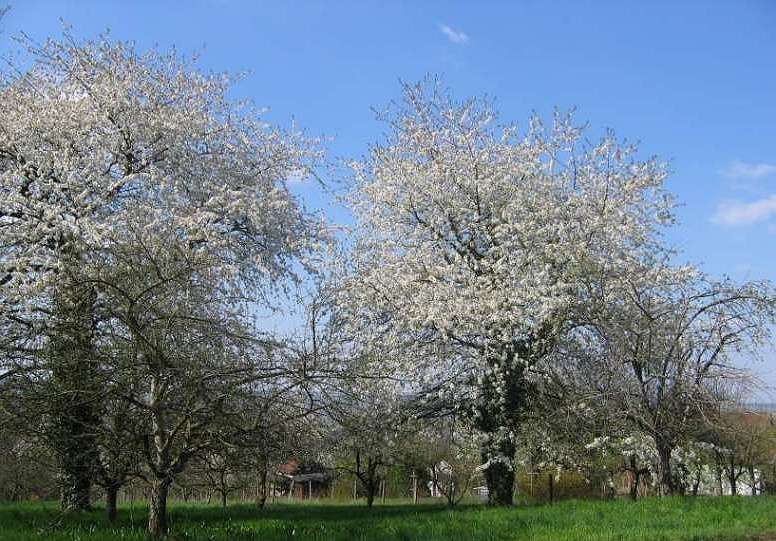
Hoogstambomen met bloesem in Freiberg am Neckar

Met bloesem worden alle bloemen van een boom aangeduid. De term wordt vooral gebruikt voor bloeiende fruitbomen.
In fruitstreken zoals Haspengouw of de Betuwe worden sinds lange tijd tijdens de bloei van de hoogstambomen van de appel, peer en kersen bloesemtochten gehouden. Dit zijn tochten die de deelnemers lopend, per fiets, auto of ander vervoermiddel afleggen langs de bloeiende en geurende bomen.